# Сладкое прощание Веры
«Сладкое прощание Веры» — белорусская мелодрама 2015 года режиссёра Александры Бутор.

## Сюжет
Бывшая стюардесса Вера всю жизнь ждала свою единственную любовь — женатого капитана авиалайнера, который был её любовником, но так и не решился ради неё уйти от жены. Выйдя на пенсию, она остаётся с мучительными воспоминаниями и сожалениями, без работы, семьи, друзей, зато с проблемами по части здоровья. Опасаясь внезапной смерти и зная, что о ней никто не сможет позаботиться, Вера решает заранее организовать собственные похороны и приглашает к себе агента из бюро ритуальных услуг. Им оказывается молодой романтичный парень. Разница в возрасте — 20 лет. Между ними неожиданно завязывается роман, но в любви они не смеют признаться даже самим себе. Время, проведённое рядом с этим человеком, становится для Веры самым сладким в жизни... Параллельно в фильме проходят истории обманутой жены, которая находит ухажёра-ресторатора и уходит от мужа, и его понимание, что он сам виноват в потере обеих женщин, любивших его, и их разбитых сердцах.

Сценарий мы написали вместе с Юлей Гиргель. Когда я рассказываю кому-нибудь сюжетную линию о невероятно красивой любви пожилой женщины и молодого человека, некоторые удивляются: что за тема? Между собой в шутку мы говорим, что фильм о любви бабушки и мальчика. На самом деле это история о духовной связи людей. Там нет интима и даже слова «люблю». Герой признаётся в любви совершенно другими словами, но подтекст в том, что он хочет быть с этой женщиной всю жизнь.— режиссёр и сценарист фильма Александра Бутор

## В ролях
- Неле Савиченко-Климене — Вера
- Юозас Будрайтис — лётчик
- Павел Харланчук — Артём
- Сергей Журавель — ресторатор
- Татьяна Бовкалова — жена лётчика
- Елена Побегаева — девушка Артёма
- Алёна Сидорова — таксистка
- Анна Полупанова — эпизод

## Съёмки и показ
Бюджет картины составил 350 000 долларов, съёмки проходили в Минске — на экране узнаваемы отдельные улочки, Верхний город и Парк Победы, аэропорт «Минск-2».
Премьера прошла 18 мая 2015 года в кинотеатре «Победа» в Минске.
На минском кинофестивале «Листопад» (2015) фильм был среди четырёх полнометражных фильмов в номинации «Лучший белорусский фильм», однако призов не взял.

## Критика
Мелодрама «Сладкое прощание Веры» — попытка снять добротное жанровое кино, которое понравится зрительницам российских мыльных опер. Они наверняка даже сочтут фильм о любви немолодой стюардессы и юного сотрудника похоронного бюро более душевным, добрым и «художественным», чем сериальная продукция, к которой привыкли.
Во-первых, и в главных, в фильме нет той полноты психологического напряжения и глубины конфликта, который в принципе может привлечь в мелодраме. … Неле Савиченко-Климене негде развернуться, из неё получился довольно одномерный персонаж, предсказуемый и неинтересный в своих реакциях, показанных языком киноштампов. … Будрайтис, который вообще не играет, а хмуро присутствует на экране… Ни психологически достоверной истории, ни яркого жанрового кино из этой истории всё равно не склеивается.
— Лидия Михеева, Белорусский журнал, 2015

Рыхлый и невразумительный сценарий, в котором ни мотивов героев, ни их характеров решительно не понять. Рассматривать кружева, сплетённые на экране режиссёрской фантазией Александры Бутор, легко и приятно, если не отдаваться происходящему целиком. В любом же другом случае хочется, чтобы эта канитель побыстрее закончилась.— Советская Белоруссия, № 244 (24625), 23 декабря 2014
Кроме того, фильм был подвергнут критике за то, что «это не белорусское кино»: герои оперируют анонимным выражением «в нашем городе», у всех героев русские имена, он снят с явным с расчётом на аудиторию телеканалов СНГ, на что режиссёр фильма пояснила, что сюжет не привязан ни к Беларуси, ни к Минску, поскольку такая история могла произойти в любом уголке мира.

## Рецензии
- Добрый зритель в 9-м ряду — Кружева в решете. Об премьере «Беларусьфильма» — «Сладкое прощание Веры» // Советская Белоруссия, № 244 (24625), 23 декабря 2014
- Лидия Михеева — Очень сладкое кино («Сладкое прощание Веры» режиссера Александры Бутор) // Беларусский журнал, 15 августа 2015